# Окленд (Міссурі)
Окленд (англ. Oakland) — місто (англ. city) в США, в окрузі Сент-Луїс штату Міссурі. Населення — 1390 осіб (2020).

## Географія
Окленд розташований за координатами 38°34′37″ пн. ш. 90°23′6″ зх. д. / 38.57694° пн. ш. 90.38500° зх. д. (38.576899, -90.384891).  За даними Бюро перепису населення США в 2010 році місто мало площу 1,57 км², уся площа — суходіл.

## Демографія
Згідно з переписом 2010 року, у місті мешкала 1381 особа в 452 домогосподарствах у складі 324 родин. Густота населення становила 877 осіб/км².  Було 494 помешкання (314/км²).
Расовий склад населення:
| - 96,2 % — білих - 2,2 % — чорних або афроамериканців - 0,4 % — азіатів - 0,1 % — корінних американців |

До двох чи більше рас належало 1,1 %. Частка іспаномовних становила 1,0 % від усіх жителів.
За віковим діапазоном населення розподілялося таким чином: 18,2 % — особи молодші 18 років, 49,7 % — особи у віці 18—64 років, 32,1 % — особи у віці 65 років та старші. Медіана віку мешканця становила 52,7 року. На 100 осіб жіночої статі у місті припадало 66,8 чоловіків;  на 100 жінок у віці від 18 років та старших — 61,3 чоловіків також старших 18 років.
Середній дохід на одне домашнє господарство  становив 143 474 долари США (медіана — 105 125), а середній дохід на одну сім'ю — 172 797 доларів (медіана — 122 917). За межею бідності перебувало 1,7 % осіб, у тому числі 3,2 % дітей у віці до 18 років та 2,5 % осіб у віці 65 років та старших.
Цивільне працевлаштоване населення становило 638 осіб. Основні галузі зайнятості: освіта, охорона здоров'я та соціальна допомога — 32,9 %, науковці, спеціалісти, менеджери — 18,7 %, фінанси, страхування та нерухомість — 10,5 %, виробництво — 9,9 %.